# 블라인드 (2007년 영화)
《블라인드》(영어: Blind)은 2007년에 개봉한 네덜란드의 영화이다.

## 한국판 성우진(KBS) (2008년 5월 31일)
- 위훈 - 루벤(요런 슬레슬라흐츠)
- 양정애 - 마리(할리나 레진)
- 김정희 - 루벤의 어머니(카텔리진 베르베케)
- 노민 - 빅토(얀 데클레어)
- 서지연 - 로미(안네미에케 바커)